# Tropina
La tropina es un compuesto orgánico, de fórmula química condensada C8H15N O, de estructura anular con un puente amino y un grupo oxhídrilo en el carbono 3, en posición endo, derivado alcohólico del tropano, del que se derivan otros alcaloides que se encuentran en las solanáceas. La tropina forma parte de la estructura de los denominados alcaloides de la belladona: la escopolamina, la atropina (hioscina) y la hiosciamina, constituyendo su porción aminoalcohólica. Posee un plano de simetría y no puede existir en formas enantiomorfas. Se conoce un estereoisómero, "epímero en el grupo >CHOH; esta es la ψ-tropina (pseudotropina)". Con el carbono 3 en posición exo. La tropina se obtiene por saponificación o retro-esterificación de la atropina o la hiosciamina.
Los anticolinérgicos benzatropina y etilbenzatropina también son compuestos derivados de la tropina.